# Clerota rigifica
Clerota rigifica – gatunek chrząszcza z rodziny poświętnikowatych i podrodziny kruszczycowatych.
Gatunek ten opisany został po raz pierwszy w 1917 roku przez Olivera Erichsona Jansona.
Chrząszcz o ciele długości od 35 do 42 mm. Ubarwienie ma błyszczące czarne, zwykle z pomarańczowożółtym wzorem. W najrozleglejszej formie wzór ten obejmuje na wierzchu ciała: pas od nadustka przez wierzch głowy i środek przedplecza aż po tarczkę, węższe paski na bokach przedplecza oraz dwa szerokie, lekko faliście zakrzywione pasy podłużne na pokrywach. Często jednak przedplecze i tarczka są całkiem czarne, a pasy na pokrywach rozbite są na cztery podłużne plamki. Niekiedy przednie z tych plamek zanikają, a czasem zanikają wszystkie z nich, pozostawiając chrząszcza całkiem czarnym. Na spodzie ciała jaskrawożółte mogą być epimeryty śródtułowia i zatułowia oraz boki zapiersia.
Gatunek orientalny, znany z południowych Mjanmy, Tajlandii, Malezji, Sumatry oraz indonezyjskiej części Borneo.